# 동해광희중학교
동해광희중학교(東海光熙中學校)는 대한민국 강원특별자치도 동해시 동회동에 있는 사립 중학교이다.

## 학교 연혁
- 1967년 9월 25일 : 학교법인 광희학원 설립
- 1967년 11월 20일 : 북평광희중학교 9학급 인가
- 1986년 2월 10일 : 12학급 학칙 변경 인가
- 1995년 3월 1일 : 동해광희중학교로 교명 변경
- 2023년 9월 1일 : 제10대 김상윤 교장 취임
- 2025년 1월 7일 : 제61회 졸업식 거행
- 2025년 3월 4일 : 2025학년도 신입생 입학(112명 남 57명, 여 55명)

## 참고 자료
- 동해광희중학교 - 한국교육학술정보원 학교알리미